# Tomislav Erceg
Tomislav Erceg (nacido el 22 de octubre de 1971) es un exfutbolista croata que se desempeñaba como delantero.
En 1997, Tomislav Erceg jugó 4 veces para la selección de fútbol de Croacia.

## Trayectoria

### Clubes
| Club                    | País       | Año         |
| ----------------------- | ---------- | ----------- |
| HNK Šibenik             | Yugoslavia | 1990 - 1991 |
| HNK Hajduk Split        | Croacia    | 1991 - 1995 |
| FC Lugano               | Suiza      | 1995 - 1996 |
| Grasshopper Club Zúrich | Suiza      | 1996        |
| MSV Duisburgo           | Alemania   | 1996 - 1997 |
| HNK Hajduk Split        | Croacia    | 1997 - 1998 |
| Ancona                  | Italia     | 1998        |
| Perugia                 | Italia     | 1998 - 1999 |
| HNK Hajduk Split        | Croacia    | 1999 - 2000 |
| Levante UD              | España     | 2000        |
| Kocaelispor             | Turquía    | 2000 - 2001 |
| HNK Hajduk Split        | Croacia    | 2001 - 2002 |
| Sanfrecce Hiroshima     | Japón      | 2002 - 2003 |
| Hapoel Petah-Tikvah     | Israel     | 2003 - 2004 |
| HNK Rijeka              | Croacia    | 2004 - 2005 |
| SpVgg Greuther Fürth    | Alemania   | 2005 - 2006 |
| HNK Hajduk Split        | Croacia    | 2006        |

### Selección nacional
| Selección | País    | Año  |
| --------- | ------- | ---- |
| Absoluta  | Croacia | 1997 |

## Estadística de equipo nacional
| Selección de fútbol de Croacia | Selección de fútbol de Croacia | Selección de fútbol de Croacia |
| Año                            | Part.                          | Goles                          |
| ------------------------------ | ------------------------------ | ------------------------------ |
| 1997                           | 4                              | 1                              |
| Total                          | 4                              | 1                              |